# Успенська церква (Полапи)
Свято-Успенська церква в селі Полапи — православний храм (УПЦ МП) у селі Полапи Любомльського району Волинської області, Перша відома згадка про церкву у селі датується 1755 роком.

## З історії церкви
Перша відома згадка про церкву у селі датується 1755 роком.

Свято-Успенська церква с. Полапи, спалена у 1943 році поляками

З архівних документів відомо, що храм який було спалено поляками 13 жовтня 1943 року, був побудований в 1868 році. Цей храм на честь Успіння Пресвятої Богородиці був дерев’яний і великий, про що свідчить фото. Отже, цілих 50 років село залишалося без святині, і тільки після 1000 ліття хрещення Київської Русі, коли в державі почали надавати дозволи на будівництво храмів, люди згуртувалися навколо ідеї відновити святиню. На жаль, на тому місці, де був храм, вже стояв сільський будинок культури і тому місце вибрали неподалік навпроти.

12 лютого 1990 року до Волинської обласної ради подано всі необхідні документи для реєстрації храму. 23 червня того ж року був виданий дозвіл на будівництво храму. А 8 липня 1990 року освятили місце для майбутнього храму. На освяченні цього місця були присутні три священики – благочинний Любомльської округи о. Іоан Лисенко, теперішній благочинний о. Василій Мельничук і о. Володимир Хіночик.
 
Будівництво тривало три роки на пожертвування сіл Полапи, Сокіл і Гупали. Новозбудований храм майже копія старого, має довжину 24 м, ширину – 10 м, висоту – 15 м. Храм 5 купольний з дзвіницею, покритий шубою.

23 серпня 1993 року храм освятив преподобний Ніфонт, єпископ Луцький і Волинський. Настоятелем призначено випускника Почаївської Духовної семінарії ієрея Василя Безика.

## Перелік парохів
Список священиків церкви с. Полапи і відомі роки їх служіння
1639 р. – Кирил Лукашевич

1649 р. – Кирик 

1796 р. – Феодосій Старкевич

з 1837 р. по  1878 р. – Бенедікт Милевич

1885 р. – Павло Ясиєвич 

з 1920 р. по 1935 – Михайло Хаїнський 

з 1935 р. по 20.09.1938 р. – Іван Червінський

з 1938 р. по 1943 р. – Микола Соколовський

а пізніше у тимчасовому храмі – старому будинку, служив о. Симен Максимук.

З 1943 р. по 1993 р. в селі не було ні священика, ні храму, прихід належав до с. Згорани. 

З 1993 р. і по наш час[коли?] настоятелем Свято-Успеньського храму є протоієрей Василь Безик.